# Met a Man on Top of the Hill
Met a Man on Top of the Hill è il primo EP della band canadese The Midway State, pubblicato nel 2007.

## Tracce
1. Met a Man on Top of the Hill – 4:00
2. Change for You – 3:28
3. Nobody Understands – 4:53
4. A Million Fireflies – 4:50